# Myopa punctum
Myopa punctum är en tvåvingeart som beskrevs av Camillo Rondani 1857. Myopa punctum ingår i släktet Myopa och familjen stekelflugor.
Artens utbredningsområde är Italien. Inga underarter finns listade i Catalogue of Life.